# Stanley Waithaka Mburu
Pour les articles homonymes, voir Mburu.
Stanley Waithaka Mburu, né le 9 avril 2000, est un athlète kényan, spécialiste des courses de fond.

## Biographie
Il remporte la médaille d'argent du 5 000 mètres lors des championnats du monde juniors 2018.
Lors des championnats du monde 2022 à Eugene, Stanley Mburu décroche la médaille d'argent du 10 000 mètres derrière l'Ougandais Joshua Cheptegei. 

## Palmarès
| Date | Compétition                   | Lieu    | Résultat | Épreuve  | Temps          |
| ---- | ----------------------------- | ------- | -------- | -------- | -------------- |
| 2018 | Championnats du monde juniors | Tampere | 2e       | 5 000 m  | 13 min 20 s 57 |
| 2022 | Championnats du monde         | Eugene  | 2e       | 10 000 m | 27 min 27 s 90 |

## Records
| Épreuve  | Temps          | Lieu           | Date             |
| -------- | -------------- | -------------- | ---------------- |
| 5 000 m  | 13 min 5 s 21  | Heusden-Zolder | 20 juillet 2019  |
| 10 000 m | 27 min 13 s 01 | Yokohama       | 10 novembre 2018 |